# 拉奇足球俱樂部
拉奇足球俱樂部是阿爾巴尼亚的一家足球俱樂部。位於拉奇。主場球場是拉奇体育场，可容納8,000名觀眾。球隊參加阿爾巴尼亞足球超級聯賽的賽事。
球队成立于1960年，长期参加乙組聯賽和甲組聯賽。2004–05赛季，球队首次升上超级联赛，但仅一个赛季后即降回甲级联赛。2009–10赛季，球队重新升上超级联赛，最终排名第四，首次获得欧洲联赛预选赛资格。随后球队在联赛稳定排名前列，多次获得欧洲赛事参赛资格。
球队的主场球场是位于拉奇市中心的拉奇体育场。2010年球场进行了重建，三个看台得到了翻新，并增加了大约2,300个蓝色塑料座椅，使球场成为全座位球场。2010年8月30日，球场举行了重建后的首场联赛，拉奇在主场2–0以战胜了薩克比尼。2015年，球场更换了草皮，并进行了小规模的设施翻新。

## 荣誉
国内联赛
- 阿爾巴尼亞超級足球聯賽

 亚军： (1) 2021–22
- 阿爾巴尼亞甲組足球聯賽

 冠军： (2) 2003–04, 2008–09
- 阿爾巴尼亞乙組足球聯賽

 亚军： (1) 1974–75
国内杯赛
- 阿爾巴尼亞盃

 冠军： (2) 2012–13, 2014–15
 亚军： (3) 2015–16, 2017–18, 2021–22
- 阿爾巴尼亞超級盃

 冠军： (1) 2015
 亚军： (1) 2013

## 外部連結
- Official Site （页面存档备份，存于）
- Laçi at Soccerway （页面存档备份，存于）
- Laçi at Eurorivals （页面存档备份，存于）
- Laçi at Betstudy （页面存档备份，存于）
- Laçi at IMscouting （页面存档备份，存于）
- Laçi at Football.co.uk
- Albanian Football News （页面存档备份，存于）